# Hermann Dieckmann (Pädagoge)

„Dr. Hermann Dieckmann“; Erster Direktor der Stadttöchterschule 1 in Hannover von 1851 bis 1853

Hermann Friedrich Otto Dieckmann (* 18. November 1818 in Clausthal; † 28. Dezember 1887 in Hannover) war ein deutscher Lehrer und Schuldirektor.

## Leben
Hermann Dieckmann wurde zur Zeit des Königreichs Hannover 1818 geboren als Sohn des Direktors des Clausthaler Gymnasiums und späteren Archidiakons A. Chr. E. Dieckmann oder August Carl Ernst Dieckmann.
Dieckmann besuchte das Clausthaler Gymnasium sowie das in Braunschweig und schließlich das dortige Collegium Carolinum, wo er mit der Matrikelnummer 2556 am 11. Dezember 1837 für das Fach Theologie eingeschrieben wurde, ähnlich wie sein Bruder Otto Heinrich Ernst Dieckmann mit der Matrikelnummer 2885 am 13. August 1842. In Göttingen an der Georg-August-Universität sowie in Berlin studierte er bis 1841 zudem Philologie.

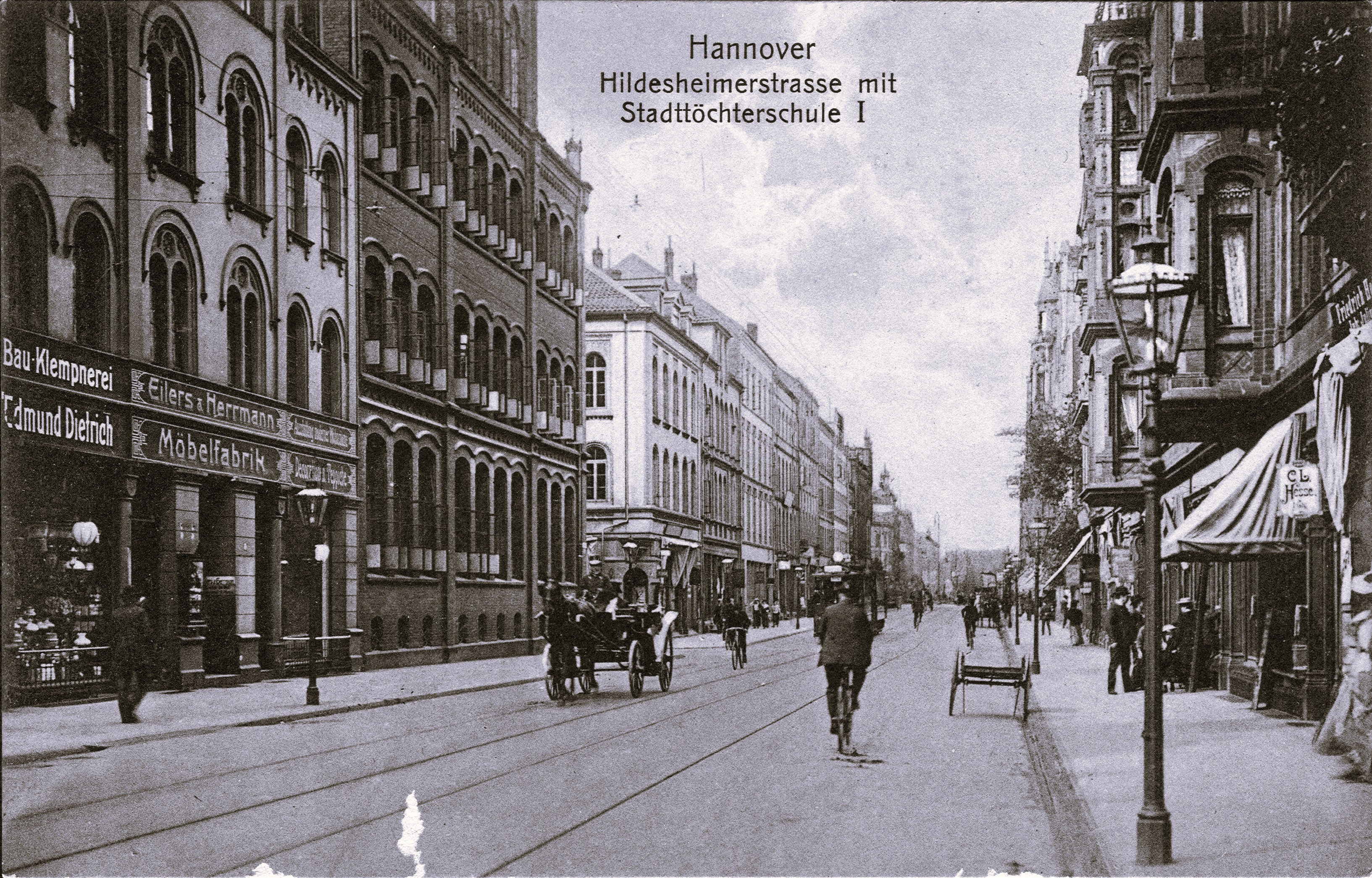
Die 1871 von Ludwig Droste fertiggestellte Höhere Töchterschule links neben der Kutsche an der Hildesheimer Straße Ecke Aegidiendamm;
Ansichtskarte Nummer 389 von Georg Kugelmann, datiert 1906

Nach seinem Staatsexamen arbeitete Dieckmann zunächst als Hauslehrer und von 1845 bis 1846 als Hilfslehrer in Hannover  am dortigen Lyceum. In den Jahren von 1846 bis 1851 wirkte er als Ordinarius der 4. Klasse an der höheren Bürgerschule, von 1851 bis 1853 dann im Vorstand der Stadt-Töchterschule.
Schließlich leitete Hermann Dieckmann ab 1853 als erster Direktor die städtische Höhere Töchterschule, die später von 1869 bis 1871 durch den Architekten Ludwig Droste als Neubau unter der damaligen Adresse Aegidiendamm 4 Ecke Hildesheimer Straße errichtet wurde, sowie das damit verbundene Seminar für Lehrerinnen. Aus dieser Zeit sind zwei Programm-Abhandlungen Dieckmanns bekannt.

## Schriften
- Die beiden Gracchen. Programm für die höhere Bürgerschule in Hannover, 43 Seiten, Hannover: Culemannsche Druckerei, 1851
- Einiges über den Unterricht im Handarbeiten und Turnen in der hiesigen höheren Töchterschule, Programm für die Stadttöchterschule in Hannover, aus: Programm für die Höhere Bürgerschule, 1860, 51 Seiten, Hannover, 1875
- Ferdinand Seinecke: Lehrbuch der Geschichte der deutschen National-Literatur. Nach dem Tode des Verfassers hrsg. von Hermann Dieckmann. 2. Auflage, Hannover: Schmorl & von Seefeld, 1873

## Dieckmannstraße
Die 1907 in der Südstadt angelegte Dieckmannstraße, die von der Lutherstraße zur Kleine Düwelstraße führt, ehrt mit ihrer Namensgebung seitdem den ersten Direktor der Höheren Töchterschule I.